# Antonio Betancort
Antonio Rodrigo Betancort Barrera est un footballeur international espagnol, né le 13 mars 1937 à Arrecife dans les Îles Canaries, et mort le 15 mars 2015. Il évolue au poste de gardien de but du milieu des années 1950 au début des années 1970. Il joue notamment au Real Madrid avec qui il remporte cinq titres de champion d'Espagne.

## Palmarès

### Championnats nationaux
- champion d'Espagne en 1964, 1965, 1967, 1968 et 1969 avec le Real Madrid CF.
- Vice-champion d'Espagne en 1966 avec le Real Madrid CF.
- Finaliste de la Coupe d'Espagne en 1968 avec le Real Madrid CF.

### Individuel
- Deux Trophée Zamora : 1964/65 et 1966/67